# Platyneuromus reflexus
Platyneuromus reflexus är en insektsart som beskrevs av Glorioso och Oliver S. Flint Jr. 1984. Platyneuromus reflexus ingår i släktet Platyneuromus och familjen Corydalidae. Inga underarter finns listade i Catalogue of Life.